# Stegobolus emersus
Stegobolus emersus är en lavart som först beskrevs av August von Krempelhuber och som fick sitt nu gällande namn av Frisch och Klaus Kalb.
Stegobolus emersus ingår i släktet Stegobolus och familjen Graphidaceae. Inga underarter finns listade i Catalogue of Life.